# Манукян, Ирина Эдуардовна
Ирина Эдуардовна Манукян (22 августа 1948, Москва — 3 мая 2004, там же) — российский композитор и музыкальный педагог. Член Союза композиторов СССР (1974). Заслуженный деятель искусств России (2002).

## Биография
Ирина Манукян родилась в Москве в семье конструктора ракетных и космических радиосистем Эдуарда Манукяна. В 1968 году окончила Гнесинское училище (классы музыкальной теории и фортепиано), а в 1973-м — с отличием композиторское отделение Московской консерватории, класс профессора С. А. Баласаняна.
Член Союза композиторов СССР (1974).
С 1974 года была лектором Московской областной филармонии. С 1977 по 1983 год работала в созданной Дмитрием Кабалевским лаборатории по подготовке музыкальной программы для общеобразовательных школ при НИИ школ Министерства просвещения. С 1991 года преподавала композицию в МГДМШ № 2 имени И. О. Дунаевского.
Ирина Манукян является автором двух ораторий, трех симфоний, кантат, трех концертов для оркестра и солистов, других музыкальных произведений для симфонического и камерного оркестра, для камерных ансамблей, фортепиано, произведений для детей. Во время работы в школе разработала авторскую методику преподавания композиции детям.
Заслуженный деятель искусств (2002).
Разработала авторскую методику преподавания композиции детям.
Муж — Ашинянц Роберт Арамович(1937-2008), профессор Московского государственного университета приборостроения и информатики.
Умерла 3 мая 2004 года. Похоронена на Введенском кладбище (23 уч.).